# Palais Erlanger

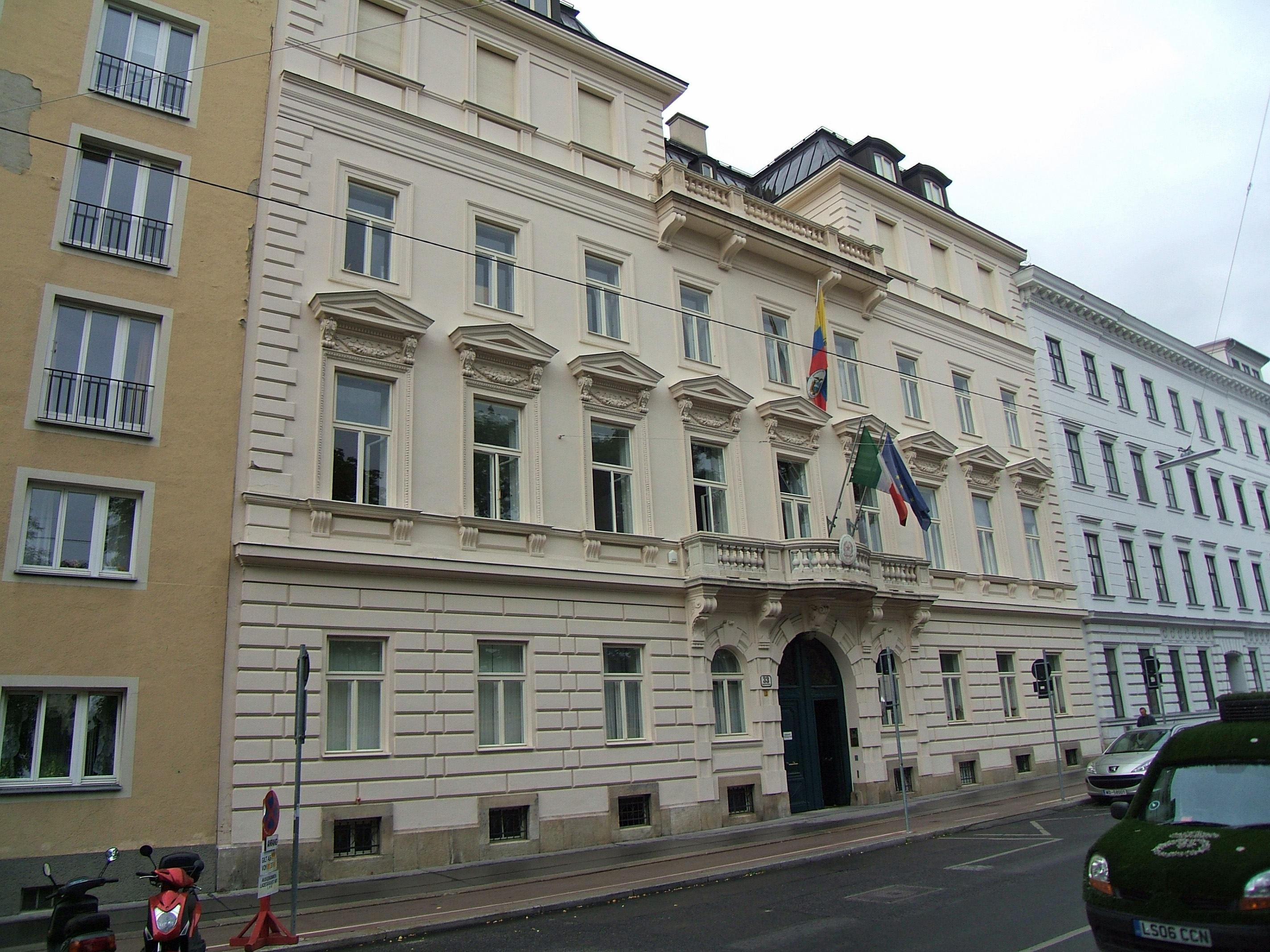
Palais Erlanger

Das Palais Erlanger befindet sich im 4. Wiener Gemeindebezirk Wieden, Argentinierstraße 33.

## Geschichte
Das Palais Erlanger wurde 1866 von dem Architekten Friedrich Schachner unter Mitarbeit von Karl Riess an der Parkallee, heute Argentinierstraße, für den Immobilieninvestor Franz Pranter errichtet. Dieser verkaufte es im selben Jahr an den Bankier Ludwig Gottlieb Friedrich von Erlanger (1836–1898), welcher die Wiener Niederlassung des Frankfurter Bankhauses Erlanger & Söhne leitete. Nachdem Ludwig die Führung des Frankfurter Mutterhauses übernommen hatte, übernahm 1880 dessen Bruder Viktor Alexander von Erlanger (1840–1894) neben der Leitung der Wiener Niederlassung auch das Palais und gab ihm seinen Namen. 1889 wurde es durch die Architekten Karl König und Oskar Laske den Bedürfnissen einer Privatbank angepasst und um ein Dachgeschoß erweitert. Die Wiener Niederlassung von Erlanger & Söhne wurde Anfang der 1890er Jahre aufgelöst. Heute wird das Palais von den Botschaften Ecuadors und Italiens genutzt.

## Beschreibung
Das strenghistoristische Wohnpalais entspricht in seiner Form der römischen Hochrenaissance. Die gequaderte Sockelzone mit einfachen rechteckigen Fenstern ist in der Mittelzone mit gebänderten Pilastern, einem Rundbogenportal und seitlichen Rundbogenfenstern gegliedert. Der Keilstein des Portals ist mit einer Wappenkartusche versehen. Volutenkonsolen mit geschichtetem Gebälk tragen einen Balkon mit Balustrade, der sich in der Mitte halbkreisförmig nach vorn wölbt. Die Fenster der Beletage haben eine Konsolverdachung mit Dreiecksgiebeln und Festons in den Sturzfeldern sowie Sohlbankgesimse. Über dem schmucklosen zweiten Geschoß wiederholt sich in der Mitte das Balustradenelement und bildet durch das Zurückspringen der Mittelzone eine Terrasse zwischen den um ein Geschoß höheren Seitenzonen.